# Campeonato de Clausura 2025 (Costa Rica)
El Campeonato Clausura 2025 fue la 124.ª edición del campeonato de liga de la Primera División del fútbol costarricense, que concluirá la temporada 2024-25.
Como novedad y que se comenzó a implementar en el Torneo de Apertura 2024, es la utilización del video arbitraje (VAR) en todos los estadios del campeonato.
Como novedad el dedicado de este torneo será el pionero de la estadística e historia deportiva, Gustavo Retana.
Para este certamen se anunció que Teletica volverá a transmitir los partidos del campeonato en televisión abierta los domingos.

## Sistema de competición
El torneo de la Liga Promerica está conformado en dos partes:
- Fase de clasificación: Se integra por las 22 jornadas del torneo.
- Fase final: Se integra por los partidos de semifinal y final.

### Fase de clasificación
En la fase de clasificación se observará el sistema de puntos. La ubicación en la tabla general está sujeta a lo siguiente:
- Por juego ganado se obtendrán tres puntos.
- Por juego empatado se obtendrá un punto.
- Por juego perdido no se otorgan puntos.

En esta fase participan los 12 clubes de la Liga Promerica jugando en cada torneo todos contra todos durante las 22 jornadas respectivas, a visita recíproca.
El orden de los clubes al final de la fase de calificación del torneo corresponderá a la suma de los puntos obtenidos por cada uno de ellos y se presentará en forma descendente. Si al finalizar las 22 jornadas del torneo, dos o más clubes estuviesen empatados en puntos, su posición en la tabla general será determinada atendiendo a los siguientes criterios de desempate:
1. Mayor diferencia positiva general de goles. Este resultado se obtiene mediante la sumatoria de los goles anotados a todos los rivales, en cada campeonato menos los goles recibidos de estos.
2. Mayor cantidad de goles a favor, anotados a todos los rivales dentro de la misma competencia.
3. Mejor puntuación particular que hayan conseguido en las confrontaciones particulares entre ellos mismos.
4. Mayor diferencia positiva particular de goles, la cual se obtiene sumando los goles de los equipos empatados y restándole los goles recibidos.
5. Mayor cantidad de goles a favor que hayan conseguido en las confrontaciones entre ellos mismos.
6. Como última alternativa, la UNAFUT realizaría un sorteo para el desempate.

### Fase final
Los cuatro clubes calificados para esta fase del torneo serán reubicados de acuerdo con el lugar que ocupen en la tabla general al término de la jornada 22, con el puesto del número uno al club mejor clasificado, y así hasta el número cuatro. Al equipo líder se le otorga un lugar para una eventual final en caso de no ganar la segunda ronda, de lo contrario se proclamaría campeón automáticamente. Los partidos a esta fase se desarrollarán a visita, en las siguientes etapas:
- Semifinales
- Final de segunda ronda
- Gran final

Los clubes vencedores en los partidos de semifinal serán aquellos que en los dos juegos anoten el mayor número de goles. De existir empate en el número de goles anotados, la posición se definirá a favor del club con mayor cantidad de goles a favor cuando actúe como visitante. Si persiste la igualdad en los marcadores, se darán treinta minutos de tiempo suplementario en los cuales ya no valdría la regla de gol de visita. Los equipos tendrán derecho a una sustitución adicional y si vuelve a haber empate, los lanzamientos desde el punto de penal definirán al vencedor.
Los partidos de semifinales se jugarán de la siguiente manera:
En las finales participarán los dos clubes vencedores de las semifinales, donde el equipo que cierra la serie será aquel que haya conseguido la mejor posición en la tabla.
Disputará el título, mediante una gran final, el club que haya superado las dos series incluyendo al conjunto que fue líder de la clasificación. Esta última etapa puede evitarse si el equipo líder vence en estas dos instancias, quedando campeón de forma automática. Para la gran final, la regla de gol de visita ya no tendría efecto.

## Equipos participantes

### Equipos por provincia
Para la temporada 2024-25, la provincia con más equipos en la Primera División es San José  con cuatro.
| Saprissa Guanacasteca Sporting Herediano Alajuelense Santa Ana San Carlos Pérez Zeledón Liberia Cartaginés Santos Puntarenas |

| Provincia  | N.º | Equipos                                       |
| ---------- | --- | --------------------------------------------- |
| San José   | 4   | Pérez Zeledón, Saprissa, Sporting y Santa Ana |
| Alajuela   | 2   | Alajuelense y San Carlos                      |
| Limón      | 1   | Santos                                        |
| Cartago    | 1   | Cartaginés                                    |
| Guanacaste | 2   | Guanacasteca y Municipal Liberia              |
| Heredia    | 1   | Herediano                                     |
| Puntarenas | 1   | Puntarenas                                    |

### Información de los equipos
| Equipo        | Ciudad                   | Entrenador             | Capitán             | Estadio               | Aforo  | Proveedor   | Patrocinador principal (en la equipación) | Transmisión (televisora principal) |
| ------------- | ------------------------ | ---------------------- | ------------------- | --------------------- | ------ | ----------- | ----------------------------------------- | ---------------------------------- |
| Alajuelense   | Alajuela                 | Óscar Ramírez          | Celso Borges        | Morera Soto           | 17 700 | Umbro       | Kölbi                                     |                                    |
| Cartaginés    | Cartago                  | Andrés Carevic         | Allen Guevara       | "Fello" Meza          | 12 880 | Monarca     | U San Marcos                              |                                    |
| Guanacasteca  | Nicoya                   | Minor Díaz             | Johan Venegas       | Chorotega             | 5 500  | OLE Sports  | B1 NUTRITION                              |                                    |
| Herediano     | Heredia                  | Jafet Soto             | Elías Aguilar       | Carlos Alvarado       | 4 000  | Diadora     | Transcomer                                |                                    |
| Liberia       | Liberia                  | José Saturnino Cardozo | Christian Reyes     | Edgardo Baltodano     | 7 000  | Monarca     | Metrocom Costa Rica                       |                                    |
| Puntarenas    | Puntarenas               | César Alpizar          | Andrey Mora         | "Lito" Pérez          | 4 105  | Textiles JB | Tigo                                      |                                    |
| Pérez Zeledón | San Isidro de El General | Omar Royero (*)        | Bryan Segura        | Municipal             | 6 000  | Textiles JB | Transportes Arguedas                      |                                    |
| San Carlos    | Ciudad Quesada           | Roberto Castro         | Jonathan McDonald   | Carlos Ugalde         | 7 000  | Monarca     | Coopelesca                                |                                    |
| Santa Ana     | Santa Ana                | Cristian Salomón       | Juan Diego Madrigal | Piedades de Santa Ana | 1 800  | Olé Sport   | Transcomer                                |                                    |
| Santos        | Guápiles                 | Walter Centeno         | Jhamir Ordain       | Ebal Rodríguez        | 3 300  | Hack Sport  | COLONO Construcciones                     |                                    |
| Saprissa      | San Juan de Tibás        | Paulo César Wanchope   | Mariano Torres      | Ricardo Saprissa      | 20 558 | Kappa       | BAC Credomatic                            |                                    |
| Sporting      | Pavas                    | Luis Marín             | Giancarlo González  | Ernesto Rohrmoser     | 3 000  | Eletto      | Banco Nacional                            |                                    |

(*) Interino

#### Relevo de entrenadores
| Equipo            | Entrenador (Jornadas)     | Fecha de vacante | Tipo de despido       | Posición en la tabla | Entrenador entrante    | Fecha de nombramiento |
| ----------------- | ------------------------- | ---------------- | --------------------- | -------------------- | ---------------------- | --------------------- |
| Santa Ana FC      | Christian Oviedo(1-5)     | 26 de enero      | Rescisión de contrato | 12                   | Cristian Salomón       | 28 de enero           |
| Municipal Liberia | Minor Díaz(1-6)           | 28 de enero      | Rescisión de contrato | 7                    | Fabrizio Ronchetti*    | 30 de enero           |
| Municipal Liberia | Fabrizio Ronchetti*(7)    | 1 de febrero     | Fin del interinato    | 9                    | José Saturnino Cardozo | 1 de febrero          |
| Guanacasteca      | Yosimar Arias(1-7)        | 1 de febrero     | Rescisión de contrato | 10                   | Cristian Montero*      | 4 de febrero          |
| Guanacasteca      | Cristian Montero* (3)     | 7 de febrero     | Fin de interinato     | 7                    | José García            | 7 de febrero          |
| Guanacasteca      | José García (3-13)        | 19 de marzo      | Fin de interinato     | 10                   | Minor Díaz             | 19 de marzo           |
| San Carlos        | Martín Arriola (1 - 8)    | 10 de febrero    | Rescisión de contrato | 11                   | Roberto Castro         | 10 de febrero         |
| Saprissa          | José Giacone(1-11)        | 3 de marzo       | Rescisión de contrato | 6                    | Paulo César Wanchope   | 4 de marzo            |
| C.S. Herediano    | Alexander Vargas(1-16)    | 6 de abril       | Rescisión de contrato | 2                    | Jafet Soto             | 7 de abril            |
| L.D. Alajuelense  | Alexandre Guimaraes(1-18) | 17 de abril      | Rescisión de contrato | 4                    | Óscar Ramírez          | 18 de abril           |
| Pérez Zeledón     | Horacio Esquivel(1-20)    | 29 de abril      | Rescisión de contrato | 8                    | Omar Royero            | 30 de abril           |

## Estadios
|                                                                                            |                                                                                        |                                                                                              |
|                                                                                            |                                                                                        |                                                                                              |
| Estadio Ricardo Saprissa Ciudad: Tibás, San José Capacidad: 21 456 Club: Saprissa          | Estadio Morera Soto Ciudad: Alajuela Capacidad: 17 700 Club: Alajuelense               | Estadio "Fello" Meza Ciudad: Cartago Capacidad: 8 831 Club: Cartaginés                       |
|                                                                                            |                                                                                        |                                                                                              |
| Estadio Carlos Alvarado Ciudad: Santa Bárbara, Heredia Capacidad: 6 200 Club: Herediano    | Estadio "Lito" Pérez Ciudad: Puntarenas Capacidad: 4 105 Club: Puntarenas              | Estadio Carlos Ugalde Ciudad: San Carlos, Alajuela Capacidad: 4 080 Club: San Carlos         |
|                                                                                            |                                                                                        |                                                                                              |
| Estadio Chorotega Ciudad: Nicoya, Guanacaste Capacidad: 4 000 Club: Guanacasteca           | Estadio Municipal Ciudad: Pérez Zeledón, San José Capacidad: 3 259 Club: Pérez Zeledón | Estadio Ernesto Rohrmoser Ciudad: Pavas, San José Capacidad: 3 000 Club: Sporting            |
|                                                                                            |                                                                                        |                                                                                              |
| Estadio Piedades de Santa Ana Ciudad: Santa Ana, San José Capacidad: 2 000 Club: Santa Ana | Estadio Ebal Rodríguez Ciudad: Guápiles, Limón Capacidad: 2 250 Clubes: Santos         | Estadio Edgardo Baltodano Briceño Ciudad: Liberia, Guanacaste Capacidad: 7 000 Club: Liberia |

- La Asociación Deportiva San Carlos utilizará a partir del mes de febrero el Estadio de Pital para sus partidos como local, ya que el Estadio Carlos Ugalde estará en remodelación y cambio de la gramilla.

## Justicia deportiva
Los árbitros de cada partido son designados por una comisión creada para tal objetivo e integrada por representantes de la Federación Costarricense de Fútbol. Para este torneo, los colegiados de la categoría son los siguientes (se muestra entre paréntesis su nombramiento internacional y el año desde que recibieron la distinción). Los árbitros que no pasen las pruebas físicas previo al inicio del torneo serán excluidos del mismo por un periodo determinado hasta que logren la aprobación.
- Adrián Chinchilla Chaves
- Brayan Cruz Miranda
- Cristian Rodríguez Rodríguez
- Hugo Cruz Alvarado
- Keylor Herrera Villalobos (árbitro FIFA) (2019)
- Marianela Araya
- Andrey Vega Chinchilla
- Anthony Bravo Quirós
- Jesús Montero Fuentes
- Reinaldo Sequeira Fallas
- Allen Quirós Núñez
- Pablo Camacho
- Rigo Prendas González
- Danny Lobo Rodríguez
- David Gómez Araya
- Geiner Zúñiga Molina
- Benjamín Pineda (árbitro FIFA) (2019)
- Carlos Salazar Obando
- Christian Hernández Arias
- Jimmy Torres Taylor
- Juan Gabriel Calderón (árbitro FIFA) (2017)
- Steven Madrigal Fallas
- William Matus Vargas

### Uniformes
| Uniforme Arbitral Rosa | Uniforme Arbitral Amarillo | Uniforme Arbitral Naranja | Uniforme Arbitral Gris |

## Fase de clasificación

### Tabla de posiciones
| Pos. | Equipo             | Pts. | PJ | G  | E  | P  | GF | GC | Dif. | Clasificación |
| ---- | ------------------ | ---- | -- | -- | -- | -- | -- | -- | ---- | ------------- |
| 1    | C. S. Herediano    | 46   | 22 | 13 | 7  | 2  | 38 | 18 | +20  | Gran Final    |
| 2    | L. D. Alajuelense  | 42   | 22 | 10 | 12 | 0  | 28 | 12 | +16  | Semifinales   |
| 3    | Puntarenas F. C.   | 41   | 22 | 11 | 8  | 3  | 29 | 18 | +11  | Semifinales   |
| 4    | Deportivo Saprissa | 39   | 22 | 11 | 6  | 5  | 30 | 18 | +12  | Semifinales   |
| 5    | C. S. Cartaginés   | 38   | 22 | 11 | 5  | 6  | 29 | 16 | +13  |               |
| 6    | Sporting F. C.     | 31   | 22 | 9  | 4  | 9  | 25 | 28 | −3   |               |
| 7    | Municipal Liberia  | 24   | 22 | 7  | 3  | 12 | 26 | 26 | 0    |               |
| 8    | Santos de Guápiles | 24   | 22 | 6  | 6  | 10 | 26 | 33 | −7   |               |
| 9    | Pérez Zeledón      | 23   | 22 | 6  | 5  | 11 | 16 | 28 | −12  |               |
| 10   | A. D. San Carlos   | 19   | 22 | 4  | 7  | 11 | 16 | 23 | −7   |               |
| 11   | A. D. Guanacasteca | 16   | 22 | 3  | 7  | 12 | 12 | 33 | −21  |               |
| 12   | Santa Ana F.C.     | 14   | 22 | 2  | 8  | 12 | 22 | 44 | −22  | Último lugar  |

 Fuente: Liga Promerica
Notas:
1. ↑  El equipo de Santos de Guápiles se le revoca la licencia de la Federación de Fútbol y a partir de este momento ya no puede competir en el presente certamen. Por lo tanto pierde los puntos de sus siguientes compromisos.[6]
2. ↑  El equipo de A. D. Guanacasteca se le revoca la licencia de la Federación de Fútbol y a partir de este momento ya no puede competir en el presente certamen. Por lo tanto pierde los puntos de sus siguientes compromisos.[7]

## Tabla general

### Acumulada de la temporada
| Pos. | Equipo             | Pts. | PJ | G  | E  | P  | GF | GC | Dif. |  |
| ---- | ------------------ | ---- | -- | -- | -- | -- | -- | -- | ---- |  |
| 1    | L. D. Alajuelense  | 88   | 44 | 23 | 19 | 2  | 65 | 30 | +35  |  |
| 2    | C. S. Herediano    | 81   | 44 | 23 | 12 | 9  | 72 | 46 | +26  |  |
| 3    | Deportivo Saprissa | 80   | 44 | 23 | 11 | 10 | 67 | 46 | +21  |  |
| 4    | C. S. Cartaginés   | 72   | 44 | 21 | 9  | 14 | 62 | 45 | +17  |  |
| 5    | Sporting F. C.     | 60   | 44 | 18 | 6  | 20 | 55 | 55 | 0    |  |
| 6    | A. D. San Carlos   | 58   | 44 | 14 | 16 | 14 | 57 | 49 | +8   |  |
| 7    | Puntarenas F. C.   | 56   | 44 | 14 | 14 | 16 | 47 | 52 | −5   |  |
| 8    | A. D. Guanacasteca | 51   | 44 | 13 | 12 | 19 | 38 | 64 | −26  |  |
| 9    | Municipal Liberia  | 50   | 44 | 14 | 8  | 22 | 58 | 56 | +2   |  |
| 10   | Santos de Guápiles | 45   | 44 | 11 | 12 | 21 | 55 | 72 | −17  |  |
| 11   | Pérez Zeledón      | 45   | 44 | 10 | 15 | 19 | 36 | 55 | −19  |  |
| 12   | Santa Ana F.C.     | 34   | 44 | 7  | 13 | 24 | 44 | 83 | −39  |  |

 Fuente: Liga Promerica
Notas:
1. ↑  El equipo de A. D. Guanacasteca se le revoca la licencia de la Federación de Fútbol y a partir de este momento ya no puede competir en el presente certamen. Por lo tanto pierde los puntos de sus siguientes compromisos.[7]
2. ↑  El equipo de Santos de Guápiles se le revoca la licencia de la Federación de Fútbol y a partir de este momento ya no puede competir en el presente certamen. Por lo tanto pierde los puntos de sus siguientes compromisos.[6]

|  | Copa Centroamericana 2025                                   |
|  | Campeón del Torneo Apertura 2024 y del Torneo Clausura 2025 |
|  | Descenso de categoría.                                      |
|  | Descenso de categoría.                                      |

### Evolución
| Jornada           | 1  | 2  | 3  | 4  | 5  | 6  | 7  | 8  | 9  | 10 | 11 | 12 | 13 | 14 | 15 | 16 | 17 | 18 | 19 | 20 | 21 | 22 |
| Equipo            |    |    |    |    |    |    |    |    |    |    |    |    |    |    |    |    |    |    |    |    |    |    |
| ----------------- | -- | -- | -- | -- | -- | -- | -- | -- | -- | -- | -- | -- | -- | -- | -- | -- | -- | -- | -- | -- | -- | -- |
| Herediano         | 5  | 3  | 1  | 1  | 1  | 1  | 1  | 1  | 1  | 1  | 1  | 2  | 2  | 2  | 2  | 2  | 2  | 1  | 1  | 1  | 1  | 1  |
| Alajuelense       | 2  | 1  | 2  | 2  | 2  | 2  | 2  | 3  | 2  | 3  | 3  | 3  | 3  | 3  | 3  | 3  | 3  | 3  | 3  | 2  | 2  | 2  |
| Puntarenas F. C.  | 8  | 4  | 3  | 3  | 3  | 3  | 3  | 2  | 3  | 2  | 2  | 1  | 1  | 1  | 1  | 1  | 1  | 2  | 2  | 3  | 4  | 3  |
| Saprissa          | 4  | 5  | 5  | 5  | 6  | 6  | 5  | 6  | 5  | 4  | 6  | 4  | 4  | 5  | 5  | 5  | 5  | 5  | 4  | 4  | 5  | 4  |
| Cartaginés        | 1  | 2  | 8  | 8  | 8  | 8  | 7  | 8  | 9  | 5  | 4  | 5  | 5  | 4  | 4  | 4  | 4  | 4  | 5  | 5  | 3  | 5  |
| Sporting          | 6  | 7  | 4  | 6  | 4  | 4  | 4  | 5  | 8  | 9  | 7  | 7  | 8  | 10 | 8  | 9  | 6  | 6  | 6  | 6  | 6  | 6  |
| Municipal Liberia | 10 | 11 | 10 | 10 | 9  | 9  | 9  | 10 | 10 | 10 | 10 | 10 | 9  | 8  | 7  | 8  | 9  | 9  | 8  | 7  | 7  | 7  |
| Santos (*)        | 12 | 10 | 9  | 9  | 7  | 7  | 8  | 9  | 7  | 8  | 9  | 9  | 7  | 6  | 6  | 7  | 7  | 7  | 9  | 9  | 8  | 8  |
| Pérez Zeledón     | 7  | 8  | 6  | 4  | 5  | 5  | 6  | 4  | 4  | 6  | 5  | 6  | 6  | 7  | 9  | 6  | 8  | 8  | 7  | 8  | 9  | 9  |
| San Carlos        | 9  | 9  | 11 | 11 | 11 | 11 | 11 | 11 | 12 | 12 | 12 | 12 | 12 | 12 | 11 | 11 | 11 | 11 | 10 | 10 | 10 | 10 |
| Guanacasteca (*)  | 3  | 6  | 7  | 7  | 6  | 6  | 10 | 7  | 6  | 7  | 8  | 8  | 10 | 9  | 10 | 10 | 10 | 12 | 12 | 12 | 12 | 11 |
| Santa Ana F.C.    | 11 | 12 | 12 | 12 | 12 | 12 | 12 | 12 | 11 | 11 | 11 | 11 | 11 | 11 | 12 | 12 | 12 | 11 | 11 | 11 | 11 | 12 |

(*) Castigado por la Fedefut y tiene la licencia revocada por el Comité de Competición.

### Resumen de resultados
| Local / Visita        | ASC   | ADG (*)  | CSC   | CSH      | SAP   | LIB   | LDA   | MPZ   | PFC   | SAN (*)  | STA   | SFC      |
| --------------------- | ----- | -------- | ----- | -------- | ----- | ----- | ----- | ----- | ----- | -------- | ----- | -------- |
| A. D. San Carlos      |       | 1 - 1    | 1 - 2 | 1 - 1    | 0 - 1 | 1 - 0 | 0 - 0 | 0 - 2 | 0 - 1 | 3 - 0(*) | 1 - 1 | 0 - 1    |
| A. D. Guanacasteca(*) | 0 - 2 |          | 1 - 0 | 0 - 3(*) | 2 - 0 | 1 - 0 | 1 - 1 | 0 - 1 | 1 - 1 | 0 - 1    | 0 - 0 | 0 - 3(*) |
| C. S. Cartaginés      | 2 - 1 | 3 - 0(*) |       | 0 - 1    | 2 - 1 | 0 - 1 | 1 - 1 | 3 - 0 | 1 - 0 | 5 - 0    | 2 - 1 | 1 - 2    |
| C. S. Herediano       | 2 - 1 | 4 - 1    | 1 - 1 |          | 3 - 1 | 2 - 1 | 1 - 2 | 3 - 0 | 1 - 1 | 2 - 1    | 2 - 1 | 2 - 0    |
| Deportivo Saprissa    | 3 - 0 | 3 - 0(*) | 1 - 1 | 1 - 0    |       | 1 - 1 | 1 - 1 | 0 - 0 | 0 - 0 | 1 - 0    | 3 - 0 | 2 - 0    |
| Municipal Liberia     | 0 - 1 | 1 - 1    | 0 - 1 | 0 - 1    | 2 - 3 |       | 1 - 3 | 2 - 1 | 1 - 1 | 0 - 1    | 4 - 0 | 1 - 0    |
| L. D. Alajuelense     | 0 - 0 | 1 - 0    | 1 - 0 | 1 - 1    | 1 - 1 | 2 - 0 |       | 0 - 0 | 0 - 0 | 2 - 0    | 6 - 3 | 0 - 0    |
| Pérez Zeledón         | 1 - 0 | 3 - 0    | 0 - 1 | 0 - 1    | 0 - 3 | 1 - 5 | 1 - 2 |       | 0 - 1 | 2 - 1    | 1 - 0 | 1 - 1    |
| Puntarenas F. C       | 1 - 0 | 2 - 2    | 1 - 0 | 1 - 1    | 1 - 2 | 2 - 0 | 0 - 2 | 2 - 1 |       | 2 - 1    | 3 - 0 | 2 - 1    |
| Santos de Guápiles(*) | 1 - 1 | 1 - 0    | 1 - 1 | 2 - 2    | 2 - 0 | 0 - 1 | 0 - 0 | 3 - 1 | 1 - 1 |          | 2 - 3 | 2 - 3    |
| Santa Ana F.C.        | 2 - 2 | 0 - 0    | 0 - 1 | 1 - 1    | 2 - 1 | 1 - 4 | 1 - 1 | 0 - 0 | 1 - 2 | 3 - 3    |       | 1 - 2    |
| Sporting F. C.        | 1 - 0 | 2 - 1    | 1 - 1 | 1 - 3    | 0 - 1 | 2 - 1 | 0 - 1 | 0 - 0 | 2 - 4 | 0 - 3    | 3 - 1 |          |

(*) Pierde los puntos tras revocación de licencia por parte de Comité de Competición.
|  | Victoria del equipo local     |
|  | Empate                        |
|  | Victoria del equipo visitante |

## Resultados
- El calendario de los partidos se dio a conocer el 3 de enero de 2025.
- Los horarios corresponden al tiempo de Costa Rica (UTC-6).

| A. D. Guanacasteca | 1 - 0 | Municipal Liberia  | Chorotega     | 10 de Enero | 19:00 |  |
| A. D. San Carlos   | 0 - 1 | Deportivo Saprissa | Carlos Ugalde | 11 de Enero | 19:00 |  |
| L. D. Alajuelense  | 6 - 3 | Santa Ana F.C.     | Nacional      | 11 de Enero | 20:00 |  |
| C. S. Cartaginés   | 5 - 0 | Santos de Guápiles | "Fello" Meza  | 12 de Enero | 11:00 |  |
| Pérez Zeledón      | 1 - 1 | Sporting F. C.     | Municipal     | 12 de Enero | 15:00 |  |
| Puntarenas F. C.   | 1 - 1 | C. S. Herediano    | "Lito" Pérez  | 12 de Enero | 15:00 |  |

| Municipal Liberia  | 1 - 3 | L. D. Alajuelense  | Edgardo Baltodano     | 14 de Enero | 20:00 |  |
| Santos de Guápiles | 1 - 1 | A. D. San Carlos   | Ebal Rodríguez        | 15 de Enero | 16:00 |  |
| Santa Ana F.C.     | 1 - 2 | Puntarenas F. C.   | Piedades de Santa Ana | 15 de Enero | 17:00 |  |
| C. S. Herediano    | 4 - 1 | A. D. Guanacasteca | Carlos Alvarado       | 15 de Enero | 20:00 |  |
| Sporting F. C.     | 1 - 1 | C. S. Cartaginés   | Ernesto Rohrmoser     | 16 de Enero | 18:00 |  |
| Deportivo Saprissa | 0 - 0 | Pérez Zeledón      | Ricardo Saprissa      | 16 de Enero | 20:00 |  |

| Puntarenas F. C.   | 2 - 1 | Santos de Guápiles | "Lito" Pérez  | 18 de Enero  | 15:00 |  |
| C. S. Cartaginés   | 0 - 1 | Municipal Liberia  | "Fello" Meza  | 19 de Enero  | 11:00 |  |
| Pérez Zeledón      | 1 - 0 | Santa Ana F.C.     | Municipal     | 19 de Enero  | 18:00 |  |
| A. D. San Carlos   | 0 - 1 | Sporting F. C.     | Carlos Ugalde | 20 de Enero  | 19:00 |  |
| A. D. Guanacasteca | 2 - 0 | Deportivo Saprissa | Chorotega     | 4 de febrero | 20:00 |  |
| L. D. Alajuelense  | 1 - 1 | C. S. Herediano    | Nacional      | 5 de febrero | 20:00 |  |

| Municipal Liberia  | 4 - 0 | Santa Ana F.C.    | Edgardo Baltodano | 22 de Enero   | 16:00 |  |
| A. D. Guanacasteca | 0 - 1 | Pérez Zeledón     | Chorotega         | 23 de Enero   | 16:00 |  |
| C. S. Cartaginés   | 2 - 1 | A. D. San Carlos  | "Fello" Meza      | 23 de Enero   | 20:00 |  |
| Sporting F. C.     | 0 - 1 | L. D. Alajuelense | Ernesto Rohrmoser | 12 de febrero | 19:00 |  |
| Deportivo Saprissa | 0 - 0 | Puntarenas F. C.  | "Fello" Meza      | 12 de febrero | 20:00 |  |
| Santos de Guápiles | 2 - 2 | C. S. Herediano   | Ebal Rodríguez    | 13 de febrero | 20:00 |  |

| Municipal Liberia | 0 - 1 | Santos de Guápiles | Edgardo Baltodano     | 25 de Enero | 16:00 |  |
| C. S. Herediano   | 3 - 1 | Deportivo Saprissa | Carlos Alvarado       | 25 de Enero | 20:00 |  |
| Santa Ana F.C.    | 1 - 2 | Sporting F. C.     | Piedades de Santa Ana | 26 de Enero | 11:00 |  |
| A. D. San Carlos  | 1 - 1 | A. D. Guanacasteca | Carlos Ugalde         | 26 de Enero | 18:00 |  |
| L. D. Alajuelense | 0 - 0 | Pérez Zeledón      | Nacional              | 26 de Enero | 18:00 |  |
| Puntarenas F. C.  | 1 - 0 | C. S. Cartaginés   | "Lito" Pérez          | 5 de Marzo  | 19:00 |  |

| Sporting F. C.     | 2 - 1 | Municipal Liberia  | Ernesto Rohrmoser | 28 de Enero   | 18:30 |  |
| A. D. Guanacasteca | 1 - 1 | Puntarenas F. C.   | Chorotega         | 29 de Enero   | 16:00 |  |
| A. D. San Carlos   | 0 - 0 | L. D. Alajuelense  | Carlos Ugalde     | 29 de Enero   | 19:00 |  |
| Deportivo Saprissa | 1 - 0 | Santos de Guápiles | Ricardo Saprissa  | 29 de Enero   | 20:00 |  |
| Pérez Zeledón      | 0 - 1 | C. S. Herediano    | Municipal         | 30 de Enero   | 20:00 |  |
| C. S. Cartaginés   | 2 - 1 | Santa Ana F.C.     | "Fello" Meza      | 13 de Febrero | 20:00 |  |

| Santa Ana F.C.     | 2 - 2 | A. D. San Carlos   | Piedades de Santa Ana | 1 de Febrero | 16:00 |  |
| Santos de Guápiles | 1 - 0 | A. D. Guanacasteca | Ebal Rodríguez        | 1 de Febrero | 18:00 |  |
| Municipal Liberia  | 2 - 3 | Deportivo Saprissa | Edgardo Baltodano     | 1 de Febrero | 20:00 |  |
| Puntarenas F. C.   | 2 - 1 | Pérez Zeledón      | "Lito" Pérez          | 2 de Febrero | 15:00 |  |
| C. S. Herediano    | 2 - 0 | Sporting F. C.     | Carlos Alvarado       | 2 de Febrero | 15:00 |  |
| L. D. Alajuelense  | 1 - 0 | C. S. Cartaginés   | Nacional              | 2 de Febrero | 19:00 |  |

| Pérez Zeledón      | 1 - 0 | A. D. San Carlos  | Municipal         | 7 de Febrero | 19:00 |  |
| Santos de Guápiles | 2 - 3 | Santa Ana F.C.    | Ebal Rodríguez    | 8 de Febrero | 16:00 |  |
| C. S. Herediano    | 2 - 1 | Municipal Liberia | Carlos Alvarado   | 8 de Febrero | 20:00 |  |
| Deportivo Saprissa | 1 - 1 | L. D. Alajuelense | Ricardo Saprissa  | 9 de Febrero | 11:00 |  |
| A. D. Guanacasteca | 1 - 0 | C. S. Cartaginés  | Chorotega         | 9 de Febrero | 15:00 |  |
| Sporting F. C.     | 2 - 4 | Puntarenas F. C.  | Ernesto Rohrmoser | 9 de Febrero | 17:00 |  |

| Municipal Liberia | 2 - 1 | Pérez Zeledón      | Edgardo Baltodano     | 14 de Febrero | 19:00 |  |
| L. D. Alajuelense | 1 - 0 | A. D. Guanacasteca | Nacional              | 15 de Febrero | 19:00 |  |
| C. S. Cartaginés  | 0 - 1 | C. S. Herediano    | "Fello" Meza          | 16 de Febrero | 11:00 |  |
| Santa Ana F.C.    | 2 - 1 | Deportivo Saprissa | Piedades de Santa Ana | 16 de Febrero | 15:00 |  |
| A. D. San Carlos  | 0 - 1 | Puntarenas F. C.   | Carlos Alvarado       | 16 de Febrero | 17:00 |  |
| Sporting F. C.    | 0 - 3 | Santos de Guápiles | Ernesto Rohrmoser     | 17 de Febrero | 19:00 |  |

| A. D. Guanacasteca | 0 - 0 | Santa Ana F.C.    | Chorotega        | 21 de Febrero | 19:00 |  |
| Puntarenas F. C.   | 2 - 0 | Municipal Liberia | "Lito" Pérez     | 22 de Febrero | 17:00 |  |
| C. S. Herediano    | 2 - 1 | A. D. San Carlos  | Carlos Alvarado  | 22 de Febrero | 20:00 |  |
| Deportivo Saprissa | 2 - 0 | Sporting F. C.    | Ricardo Saprissa | 23 de Febrero | 15:00 |  |
| Santos de Guápiles | 0 - 0 | L. D. Alajuelense | Ebal Rodríguez   | 23 de Febrero | 16:00 |  |
| Pérez Zeledón      | 0 - 1 | C. S. Cartaginés  | Municipal        | 23 de Febrero | 19:00 |  |

| A. D. San Carlos  | 1 - 0 | Municipal Liberia  | Ebal Rodríguez        | 28 de Febrero | 19:00 |  |
| L. D. Alajuelense | 0 - 0 | Puntarenas F. C.   | Morera Soto           | 28 de Febrero | 20:00 |  |
| Pérez Zeledón     | 2 - 1 | Santos de Guápiles | Municipal             | 1 de Marzo    | 17:00 |  |
| Santa Ana F.C.    | 1 - 1 | C. S. Herediano    | Piedades de Santa Ana | 2 de Marzo    | 11:00 |  |
| C. S. Cartaginés  | 2 - 1 | Deportivo Saprissa | "Fello" Meza          | 2 de Marzo    | 18:00 |  |
| Sporting F. C.    | 2 - 1 | A. D. Guanacasteca | Ernesto Rohrmoser     | 3 de Marzo    | 19:00 |  |

| Santos de Guápiles | 1 - 1 | C. S. Cartaginés   | Ebal Rodríguez        | 8 de Marzo | 16:00 |   |
| Municipal Liberia  | 1 - 0 | Sporting F. C.     | Edgardo Baltodano     | 8 de Marzo | 17:00 |   |
| C. S. Herediano    | 1 - 2 | L. D. Alajuelense  | Carlos Alvarado       | 8 de Marzo | 20:00 |   |
| Santa Ana F.C.     | 0 - 0 | Pérez Zeledón      | Piedades de Santa Ana | 9 de Marzo | 11:00 |   |
| Deportivo Saprissa | 3 - 0 | A. D. San Carlos   | Ricardo Saprissa      | 9 de Marzo | 15:00 | / |
| Puntarenas F. C.   | 2 - 2 | A. D. Guanacasteca | "Lito" Pérez          | 9 de Marzo | 17:00 |   |

| A. D. Guanacasteca | 0 - 1 | Santos de Guápiles | Chorotega         | 14 de Marzo | 19:00 |  |
| A. D. San Carlos   | 1 - 1 | Santa Ana F.C.     | Ebal Rodríguez    | 15 de Marzo | 19:00 |  |
| Pérez Zeledón      | 0 - 1 | Puntarenas F. C.   | Municipal         | 15 de Marzo | 20:00 |  |
| C. S. Cartaginés   | 1 - 1 | L. D. Alajuelense  | "Fello" Meza      | 16 de Marzo | 11:00 |  |
| Deportivo Saprissa | 1 - 1 | Municipal Liberia  | Ricardo Saprissa  | 16 de Marzo | 16:00 |  |
| Sporting F. C.     | 1 - 3 | C. S. Herediano    | Ernesto Rohrmoser | 16 de Marzo | 18:00 |  |

| Municipal Liberia  | 1 - 1 | A. D. Guanacasteca | Edgardo Baltodano     | 25 de Marzo | 21:00 |  |
| Puntarenas F. C.   | 2 - 1 | Sporting F. C.     | "Lito" Pérez          | 26 de Marzo | 19:00 |  |
| C. S. Herediano    | 3 - 0 | Pérez Zeledón      | Carlos Alvarado       | 26 de Marzo | 20:00 |  |
| Santa Ana F.C.     | 0 - 1 | C. S. Cartaginés   | Piedades de Santa Ana | 27 de Marzo | 16:00 |  |
| Santos de Guápiles | 2 - 0 | Deportivo Saprissa | Ebal Rodríguez        | 27 de Marzo | 20:00 |  |
| L. D. Alajuelense  | 0 - 0 | A. D. San Carlos   | Morera Soto           | 27 de Marzo | 20:00 |  |

| A. D. Guanacasteca | 0 - 2 | A. D. San Carlos  | Chorotega         | 29 de Marzo | 20:00 |  |
| C. S. Cartaginés   | 1 - 0 | Puntarenas F. C.  | "Fello" Meza      | 30 de Marzo | 11:00 |  |
| Deportivo Saprissa | 1 - 0 | C. S. Herediano   | Ricardo Saprissa  | 30 de Marzo | 16:00 |  |
| Sporting F. C.     | 3 - 1 | Santa Ana F.C.    | Ernesto Rohrmoser | 30 de Marzo | 18:00 |  |
| Santos de Guápiles | 0 - 1 | Municipal Liberia | Ebal Rodríguez    | 31 de Marzo | 18:00 |  |
| Pérez Zeledón      | 1 - 2 | L. D. Alajuelense | Municipal         | 31 de Marzo | 20:00 |  |

| A. D. San Carlos  | 0 - 2 | Pérez Zeledón      | Ebal Rodríguez        | 4 de Abril | 19:00 |  |
| Santa Ana F.C.    | 0 - 0 | A. D. Guanacasteca | Piedades de Santa Ana | 5 de Abril | 16:00 |  |
| Sporting F. C.    | 0 - 1 | Deportivo Saprissa | Ernesto Rohrmoser     | 5 de Abril | 19:00 |  |
| C. S. Herediano   | 1 - 1 | C. S. Cartaginés   | Carlos Alvarado       | 5 de Abril | 20:00 |  |
| Municipal Liberia | 1 - 1 | Puntarenas F. C.   | Edgardo Baltodano     | 6 de Abril | 15:00 |  |
| L. D. Alajuelense | 2 - 0 | Santos de Guápiles | Morera Soto           | 6 de Abril | 18:00 |  |

| Municipal Liberia  | 0 - 1 | C. S. Herediano   | Edgardo Baltodano | 11 de Abril | 19:00 |  |
| Puntarenas F. C.   | 1 - 0 | A. D. San Carlos  | "Lito" Pérez      | 11 de Abril | 20:00 |  |
| C. S. Cartaginés   | 3 - 0 | Pérez Zeledón     | "Fello" Meza      | 12 de Abril | 16:00 |  |
| Santos de Guápiles | 2 - 3 | Sporting F. C.    | Ebal Rodríguez    | 12 de Abril | 18:00 |  |
| Deportivo Saprissa | 3 - 0 | Santa Ana F.C.    | Ricardo Saprissa  | 12 de Abril | 20:00 |  |
| A. D. Guanacasteca | 1 - 1 | L. D. Alajuelense | Chorotega         | 13 de abril | 15:00 |  |

| Pérez Zeledón     | 3 - 0 | A. D. Guanacasteca | Municipal             | 15 de Abril | 16:00 |  |
| Puntarenas F. C.  | 1 - 2 | Deportivo Saprissa | "Lito" Pérez          | 15 de Abril | 20:00 |  |
| C. S. Herediano   | 2 - 1 | Santos de Guápiles | Carlos Alvarado       | 15 de Abril | 20:00 |  |
| Santa Ana F.C.    | 1 - 4 | Municipal Liberia  | Piedades de Santa Ana | 16 de Abril | 16:00 |  |
| A. D. San Carlos  | 1 - 2 | C. S. Cartaginés   | Ebal Rodríguez        | 16 de Abril | 19:00 |  |
| L. D. Alajuelense | 0 - 0 | Sporting F. C.     | Morera Soto           | 16 de Abril | 20:00 |  |

| Santos de Guápiles | 1 - 1     | Puntarenas F. C.   | Ebal Rodríguez    | 19 de Abril   | 16:00 |  |
| Municipal Liberia  | 0 - 1     | A. D. San Carlos   | Edgardo Baltodano | 19 de Abril   | 17:00 |  |
| C. S. Herediano    | 2 - 1     | Santa Ana F.C.     | Carlos Alvarado   | 20 de Abril   | 16:00 |  |
| Sporting F. C.     | 0 - 0     | Pérez Zeledón      | Ernesto Rohrmoser | 20 de Abril   | 18:00 |  |
| L. D. Alajuelense  | 1 - 1     | Deportivo Saprissa | Morera Soto       | 21 de abril   | 20:00 |  |
| C. S. Cartaginés   | 3 - 0 (*) | A. D. Guanacasteca | "Fello" Meza      | No Programado | N/P   |  |

| Santa Ana F.C.     | 3 - 3    | Santos de Guápiles | Piedades de Santa Ana | 25 de Abril   | 20:00 |  |
| A. D. San Carlos   | 1 - 1    | C. S. Herediano    | Ebal Rodríguez        | 26 de Abril   | 16:00 |  |
| Deportivo Saprissa | 1 - 1    | C. S. Cartaginés   | Ricardo Saprissa      | 26 de Abril   | 20:00 |  |
| Pérez Zeledón      | 1 - 5    | Municipal Liberia  | Municipal             | 27 de Abril   | 15:00 |  |
| Puntarenas F. C.   | 0 - 2    | L. D. Alajuelense  | Chorotega             | 27 de Abril   | 17:00 |  |
| A. D. Guanacasteca | 0 - 3(*) | Sporting F. C.     | Sin estadio           | No Programado | N/P   |  |

| Sporting F. C.     | 1 - 0    | A. D. San Carlos   | Ernesto Rohrmoser     | 2 de Mayo     | 19:00 |  |
| Santos de Guápiles | 3 - 1    | Pérez Zeledón      | Ebal Rodríguez        | 3 de Mayo     | 16:00 |  |
| Municipal Liberia  | 0 - 1    | C. S. Cartaginés   | Edgardo Baltodano     | 3 de Mayo     | 17:00 |  |
| C. S. Herediano    | 1 - 1    | Puntarenas F. C.   | Carlos Alvarado       | 3 de Mayo     | 20:00 |  |
| Santa Ana F.C.     | 1 - 1    | L. D. Alajuelense  | Piedades de Santa Ana | 4 de Mayo     | 11:00 |  |
| Deportivo Saprissa | 3 - 0(*) | A. D. Guanacasteca | Ricardo Saprissa      | No Programado | N/P   |  |

| A. D. San Carlos   | 3 - 0(*) | Santos de Guápiles | NSJ               | No Programado | N/P   | Sin transmisión |
| Puntarenas F. C.   | 3 - 0    | Santa Ana F.C.     | Ernesto Rohrmoser | 7 de mayo     | 20:00 |                 |
| Pérez Zeledón      | 0 - 3    | Deportivo Saprissa | Municipal         | 7 de mayo     | 20:00 |                 |
| C. S. Cartaginés   | 1 - 2    | Sporting F. C.     | "Fello" Meza      | 7 de mayo     | 20:00 |                 |
| L. D. Alajuelense  | 2 - 0    | Municipal Liberia  | Morera Soto       | 7 de mayo     | 20:00 |                 |
| A. D. Guanacasteca | 0 - 3(*) | C. S. Herediano    | NSJ               | No Programdo  | N/P   |                 |

## Fase final

### Cuadro de desarrollo
|  | Semifinales                          | Semifinales                          | Semifinales                          | Semifinales                          | Semifinales                          |   |    | Final II Fase                        | Final II Fase                        | Final II Fase                        | Final II Fase                        | Final II Fase                        |  |    | Gran Final                           | Gran Final                           | Gran Final                           | Gran Final                           | Gran Final                           |  |
|  | 11 de mayo (ida) 14 de mayo (vuelta) | 11 de mayo (ida) 14 de mayo (vuelta) | 11 de mayo (ida) 14 de mayo (vuelta) | 11 de mayo (ida) 14 de mayo (vuelta) | 11 de mayo (ida) 14 de mayo (vuelta) |   |    | 18 de mayo (ida) 21 de mayo (vuelta) | 18 de mayo (ida) 21 de mayo (vuelta) | 18 de mayo (ida) 21 de mayo (vuelta) | 18 de mayo (ida) 21 de mayo (vuelta) | 18 de mayo (ida) 21 de mayo (vuelta) |  |    | 25 de mayo (ida) 28 de mayo (vuelta) | 25 de mayo (ida) 28 de mayo (vuelta) | 25 de mayo (ida) 28 de mayo (vuelta) | 25 de mayo (ida) 28 de mayo (vuelta) | 25 de mayo (ida) 28 de mayo (vuelta) |  |
|  |                                      |                                      |                                      |                                      |                                      |   |    |                                      |                                      |                                      |                                      |                                      |  |    |                                      |                                      |                                      |                                      |                                      |  |
|  |                                      |                                      |                                      |                                      |                                      |   |    |                                      |                                      |                                      |                                      |                                      |  |    |                                      |                                      |                                      |                                      |                                      |  |
|  | 1                                    | C. S. Herediano                      | 0                                    | 2                                    | 2                                    |   |    |                                      |                                      |                                      |                                      |                                      |  |    |                                      |                                      |                                      |                                      |                                      |  |
|  | 1                                    | C. S. Herediano                      | 0                                    | 2                                    | 2                                    |   |    |                                      |                                      |                                      |                                      |                                      |  |    |                                      |                                      |                                      |                                      |                                      |  |
|  | 4                                    | Deportivo Saprissa                   | 4                                    | 0                                    | 4                                    |   |    |                                      |                                      |                                      |                                      |                                      |  |    |                                      |                                      |                                      |                                      |                                      |  |
|  | 4                                    | Deportivo Saprissa                   | 4                                    | 0                                    | 4                                    |   | F1 | Deportivo Saprissa                   | 3                                    | 0                                    | 3                                    |                                      |  |    |                                      |                                      |                                      |                                      |                                      |  |
|  |                                      |                                      |                                      |                                      |                                      |   | F1 | Deportivo Saprissa                   | 3                                    | 0                                    | 3                                    |                                      |  |    |                                      |                                      |                                      |                                      |                                      |  |
|  |                                      |                                      | F2                                   | L. D. Alajuelense                    | 3                                    | 1 | 4  |                                      |                                      |                                      |                                      |                                      |  |    |                                      |                                      |                                      |                                      |                                      |  |
|  | 2                                    | L. D. Alajuelense                    | F2                                   | L. D. Alajuelense                    | 3                                    | 1 | 4  | 0                                    | 1                                    | 1                                    |                                      |                                      |  |    |                                      |                                      |                                      |                                      |                                      |  |
|  | 2                                    | L. D. Alajuelense                    |                                      |                                      |                                      |   |    |                                      |                                      | 1                                    |                                      |                                      |  |    |                                      |                                      |                                      |                                      |                                      |  |
|  | 3                                    | Puntarenas FC                        | 0                                    | 0                                    | 0                                    |   |    |                                      |                                      |                                      |                                      |                                      |  |    |                                      |                                      |                                      |                                      |                                      |  |
|  | 3                                    | Puntarenas FC                        | 0                                    | 0                                    | 0                                    |   |    |                                      |                                      |                                      |                                      |                                      |  | F2 | C. S. Herediano                      | 0                                    | 1                                    | 1                                    |                                      |  |
|  |                                      |                                      |                                      |                                      |                                      |   |    |                                      |                                      |                                      |                                      |                                      |  | F2 | C. S. Herediano                      | 0                                    | 1                                    | 1                                    |                                      |  |
|  |                                      |                                      | F1                                   | L. D. Alajuelense                    | 0                                    | 0 | 0  |                                      |                                      |                                      |                                      |                                      |  |    |                                      |                                      |                                      |                                      |                                      |  |
|  |                                      |                                      | F1                                   | L. D. Alajuelense                    | 0                                    | 0 | 0  |                                      |                                      |                                      |                                      |                                      |  |    |                                      |                                      |                                      |                                      |                                      |  |
|  |                                      |                                      |                                      |                                      |                                      |   |    |                                      |                                      |                                      |                                      |                                      |  |    |                                      |                                      |                                      |                                      |                                      |  |
|  |                                      |                                      |                                      |                                      |                                      |   |    |                                      |                                      |                                      |                                      |                                      |  |    |                                      |                                      |                                      |                                      |                                      |  |
|  |                                      |                                      |                                      |                                      |                                      |   |    |                                      |                                      |                                      |                                      |                                      |  |    |                                      |                                      |                                      |                                      |                                      |  |
|  |                                      |                                      |                                      |                                      |                                      |   |    |                                      |                                      |                                      |                                      |                                      |  |    |                                      |                                      |                                      |                                      |                                      |  |
|  |                                      |                                      |                                      |                                      |                                      |   |    |                                      |                                      |                                      |                                      |                                      |  |    |                                      |                                      |                                      |                                      |                                      |  |
|  |                                      |                                      |                                      |                                      |                                      |   |    |                                      |                                      |                                      |                                      |                                      |  |    |                                      |                                      |                                      |                                      |                                      |  |
|  |                                      |                                      |                                      |                                      |                                      |   |    |                                      |                                      |                                      |                                      |                                      |  |    |                                      |                                      |                                      |                                      |                                      |  |
|  |                                      |                                      |                                      |                                      |                                      |   |    |                                      |                                      |                                      |                                      |                                      |  |    |                                      |                                      |                                      |                                      |                                      |  |
|  |                                      |                                      |                                      |                                      |                                      |   |    |                                      |                                      |                                      |                                      |                                      |  |    |                                      |                                      |                                      |                                      |                                      |  |
|  |                                      |                                      |                                      |                                      |                                      |   |    |                                      |                                      |                                      |                                      |                                      |  |    |                                      |                                      |                                      |                                      |                                      |  |

### Semifinales

#### Herediano - Saprissa
| 11 de mayo de 2025; 16:00 | Deportivo Saprissa                                       | 4-0 | C. S. Herediano | Ricardo Saprissa, Tibás, San José                          |                                                            |
|                           | Acuña 13' · Duarte 70' · Delgadillo 84' · Sinclair 90+3' |     |                 | Asistencia: 23000 espectadores Árbitro(s): Steven Madrigal | Asistencia: 23000 espectadores Árbitro(s): Steven Madrigal |

| 14 de mayo de 2025; 20:45 | C. S. Herediano           | 2-0 (Global 2:4) | Deportivo Saprissa | Carlos Alvarado, Santa Bárbara, Heredia              |                                                      |
|                           | Hernández 39' · Araya 52' |                  |                    | Asistencia: 3000 espectadores Árbitro(s): Bryan Cruz | Asistencia: 3000 espectadores Árbitro(s): Bryan Cruz |

#### Alajuelense - Puntarenas
| 11 de mayo de 2025; 19:00 | Puntarenas FC | 0-0 | L. D. Alajuelense | Ernesto Rohrmoser, Pavas, San José                          |  |
|                           |               |     |                   | Asistencia: 2800 espectadores Árbitro(s): Adrián Chinchilla |  |

| 14 de mayo de 2025; 18:45 | L. D. Alajuelense | 1-0 (t. s.)(Global 1:0) | Puntarenas FC | Morera Soto, Alajuela                                    |                                                          |
|                           | Navarro 102'      |                         |               | Asistencia: 9800 espectadores Árbitro(s): Keylor Herrera | Asistencia: 9800 espectadores Árbitro(s): Keylor Herrera |

### Final II Fase

#### Alajuelense - Saprissa
| 18 de mayo de 2025; 15:00 | Deportivo Saprissa                          | 3-3 | L. D. Alajuelense                        | Ricardo Saprissa, Tibás, San José                    |                                                      |
|                           | Escobar 33' · Duarte 45+4' · Sinclair 90+5' |     | Lucumí 62' · Bran 67' · Borges 80' (pen) | Asistencia: 23000 espectadores Árbitro(s): Hugo Cruz | Asistencia: 23000 espectadores Árbitro(s): Hugo Cruz |

| 21 de mayo de 2025; 20:00 | L. D. Alajuelense | 1-0 (Global 4:3) | Deportivo Saprissa | Morera Soto, Alajuela                                           |                                                                 |
|                           | Bran 90+2'        |                  |                    | Asistencia: 9000 espectadores Árbitro(s): Juan Gabriel Calderón | Asistencia: 9000 espectadores Árbitro(s): Juan Gabriel Calderón |

### Gran Final

#### Herediano - Alajuelense
| 25 de mayo de 2025; 17:00 | L. D. Alajuelense | 0:0 | C. S. Herediano | Nacional, San José                                         |  |
|                           |                   |     |                 | Asistencia: 32000 espectadores Árbitro(s): Steven Madrigal |  |

| 28 de mayo de 2025; 20:00 | C. S. Herediano | 1-0 (Global 1-0) | L. D. Alajuelense | Carlos Alvarado, Santa Bárbara, Heredia                         |                                                                 |
|                           | Montes 77'      |                  |                   | Asistencia: 5000 espectadores Árbitro(s): Juan Gabriel Calderón | Asistencia: 5000 espectadores Árbitro(s): Juan Gabriel Calderón |

#### Final - Ida
| 23    | POR   | Washington Ortega       |     |
| 13    | DEF   | Alexis Gamboa           |     |
| 24    | DEF   | Aarón Salazar           |     |
| 25    | DEF   | Santiago van der Putten |     |
| 22    | DEF   | Ronald Matarrita        | 59' |
| 5     | MED   | Celso Borges            |     |
| 14    | MED   | Alejandro Bran          |     |
| 2     | MED   | Carlos Martínez         | 59' |
| 36    | DEL   | Isaac Badilla           | 90' |
| 33    | DEL   | Jeison Lucumí           | 81' |
| 34    | DEL   | Creichel Pérez          | 45' |
| D. T. | D. T. | Óscar Ramírez           |     |

| 23    | POR   | Danny Carvajal   |     |
| 99    | DEF   | Keyner Brown     |     |
| 38    | DEF   | Getsel Montes    |     |
| 12    | DEF   | Shawn Johnson    |     |
| 24    | DEF   | Sergio Rodríguez | 77' |
| 8     | MED   | Allan Cruz       |     |
| 10    | MED   | Elías Aguilar    | 81' |
| 27    | MED   | Axel Amador      | 45' |
| 17    | MED   | Yeltsin Tejeda   | 45' |
| 9     | DEL   | Marcel Hernández |     |
| 19    | DEL   | Juan Luis Pérez  | 52' |
| D. T. | D. T. | Jafet Soto       |     |

| 28 | DEL | Joshua Navarro | 45'   |
| 12 | DEL | Joel Campbell  | 59'   |
| 11 | DEL | Diego Campos   | 59'   |
| 9  | DEL | Alberto Toril  | 81'   |
| 26 | DEF | Fernando Piñar | 90+1' |

| 16 | DEF | Daryl Araya    | 45' |
| 26 | MED | Eduardo Juárez | 45' |
| 25 | MED | Emerson Bravo  | 52' |
| 28 | DEL | Randy Vega     | 77' |
| 11 | MED | Ronaldo Araya  | 81' |

| 48' · | Joshua Navarro |

| 18' · 45+4' · 87' · 98+8' | Yeltsin Tejeda Danny Carvajal Randy Vega Ronaldo Araya |

| Principal  | Steven Madrigal |
| Asistentes | Félix Quesada   |
|            | Danny Sojo      |
| Cuarto     | Brayan Cruz     |

| VAR            | Jesús Montero |
| Asistentes VAR | Hugo Cruz     |

| 23    | POR   | Washington Ortega       |     |
| 13    | DEF   | Alexis Gamboa           |     |
| 24    | DEF   | Aarón Salazar           |     |
| 25    | DEF   | Santiago van der Putten |     |
| 22    | DEF   | Ronald Matarrita        | 59' |
| 5     | MED   | Celso Borges            |     |
| 14    | MED   | Alejandro Bran          |     |
| 2     | MED   | Carlos Martínez         | 59' |
| 36    | DEL   | Isaac Badilla           | 90' |
| 33    | DEL   | Jeison Lucumí           | 81' |
| 34    | DEL   | Creichel Pérez          | 45' |
| D. T. | D. T. | Óscar Ramírez           |     |

| 23    | POR   | Danny Carvajal   |     |
| 99    | DEF   | Keyner Brown     |     |
| 38    | DEF   | Getsel Montes    |     |
| 12    | DEF   | Shawn Johnson    |     |
| 24    | DEF   | Sergio Rodríguez | 77' |
| 8     | MED   | Allan Cruz       |     |
| 10    | MED   | Elías Aguilar    | 81' |
| 27    | MED   | Axel Amador      | 45' |
| 17    | MED   | Yeltsin Tejeda   | 45' |
| 9     | DEL   | Marcel Hernández |     |
| 19    | DEL   | Juan Luis Pérez  | 52' |
| D. T. | D. T. | Jafet Soto       |     |

| 28 | DEL | Joshua Navarro | 45'   |
| 12 | DEL | Joel Campbell  | 59'   |
| 11 | DEL | Diego Campos   | 59'   |
| 9  | DEL | Alberto Toril  | 81'   |
| 26 | DEF | Fernando Piñar | 90+1' |

| 16 | DEF | Daryl Araya    | 45' |
| 26 | MED | Eduardo Juárez | 45' |
| 25 | MED | Emerson Bravo  | 52' |
| 28 | DEL | Randy Vega     | 77' |
| 11 | MED | Ronaldo Araya  | 81' |

| 48' · | Joshua Navarro |

| 18' · 45+4' · 87' · 98+8' | Yeltsin Tejeda Danny Carvajal Randy Vega Ronaldo Araya |

| Principal  | Steven Madrigal |
| Asistentes | Félix Quesada   |
|            | Danny Sojo      |
| Cuarto     | Brayan Cruz     |

| VAR            | Jesús Montero |
| Asistentes VAR | Hugo Cruz     |

| 23    | POR   | Washington Ortega       |     |
| 13    | DEF   | Alexis Gamboa           |     |
| 24    | DEF   | Aarón Salazar           |     |
| 25    | DEF   | Santiago van der Putten |     |
| 22    | DEF   | Ronald Matarrita        | 59' |
| 5     | MED   | Celso Borges            |     |
| 14    | MED   | Alejandro Bran          |     |
| 2     | MED   | Carlos Martínez         | 59' |
| 36    | DEL   | Isaac Badilla           | 90' |
| 33    | DEL   | Jeison Lucumí           | 81' |
| 34    | DEL   | Creichel Pérez          | 45' |
| D. T. | D. T. | Óscar Ramírez           |     |

| 23    | POR   | Danny Carvajal   |     |
| 99    | DEF   | Keyner Brown     |     |
| 38    | DEF   | Getsel Montes    |     |
| 12    | DEF   | Shawn Johnson    |     |
| 24    | DEF   | Sergio Rodríguez | 77' |
| 8     | MED   | Allan Cruz       |     |
| 10    | MED   | Elías Aguilar    | 81' |
| 27    | MED   | Axel Amador      | 45' |
| 17    | MED   | Yeltsin Tejeda   | 45' |
| 9     | DEL   | Marcel Hernández |     |
| 19    | DEL   | Juan Luis Pérez  | 52' |
| D. T. | D. T. | Jafet Soto       |     |

| 28 | DEL | Joshua Navarro | 45'   |
| 12 | DEL | Joel Campbell  | 59'   |
| 11 | DEL | Diego Campos   | 59'   |
| 9  | DEL | Alberto Toril  | 81'   |
| 26 | DEF | Fernando Piñar | 90+1' |

| 16 | DEF | Daryl Araya    | 45' |
| 26 | MED | Eduardo Juárez | 45' |
| 25 | MED | Emerson Bravo  | 52' |
| 28 | DEL | Randy Vega     | 77' |
| 11 | MED | Ronaldo Araya  | 81' |

| 48' · | Joshua Navarro |

| 18' · 45+4' · 87' · 98+8' | Yeltsin Tejeda Danny Carvajal Randy Vega Ronaldo Araya |

| Principal  | Steven Madrigal |
| Asistentes | Félix Quesada   |
|            | Danny Sojo      |
| Cuarto     | Brayan Cruz     |

| VAR            | Jesús Montero |
| Asistentes VAR | Hugo Cruz     |

| 23    | POR   | Washington Ortega       |     |
| 13    | DEF   | Alexis Gamboa           |     |
| 24    | DEF   | Aarón Salazar           |     |
| 25    | DEF   | Santiago van der Putten |     |
| 22    | DEF   | Ronald Matarrita        | 59' |
| 5     | MED   | Celso Borges            |     |
| 14    | MED   | Alejandro Bran          |     |
| 2     | MED   | Carlos Martínez         | 59' |
| 36    | DEL   | Isaac Badilla           | 90' |
| 33    | DEL   | Jeison Lucumí           | 81' |
| 34    | DEL   | Creichel Pérez          | 45' |
| D. T. | D. T. | Óscar Ramírez           |     |

| 23    | POR   | Danny Carvajal   |     |
| 99    | DEF   | Keyner Brown     |     |
| 38    | DEF   | Getsel Montes    |     |
| 12    | DEF   | Shawn Johnson    |     |
| 24    | DEF   | Sergio Rodríguez | 77' |
| 8     | MED   | Allan Cruz       |     |
| 10    | MED   | Elías Aguilar    | 81' |
| 27    | MED   | Axel Amador      | 45' |
| 17    | MED   | Yeltsin Tejeda   | 45' |
| 9     | DEL   | Marcel Hernández |     |
| 19    | DEL   | Juan Luis Pérez  | 52' |
| D. T. | D. T. | Jafet Soto       |     |

| 28 | DEL | Joshua Navarro | 45'   |
| 12 | DEL | Joel Campbell  | 59'   |
| 11 | DEL | Diego Campos   | 59'   |
| 9  | DEL | Alberto Toril  | 81'   |
| 26 | DEF | Fernando Piñar | 90+1' |

| 16 | DEF | Daryl Araya    | 45' |
| 26 | MED | Eduardo Juárez | 45' |
| 25 | MED | Emerson Bravo  | 52' |
| 28 | DEL | Randy Vega     | 77' |
| 11 | MED | Ronaldo Araya  | 81' |

| 48' · | Joshua Navarro |

| 18' · 45+4' · 87' · 98+8' | Yeltsin Tejeda Danny Carvajal Randy Vega Ronaldo Araya |

| Principal  | Steven Madrigal |
| Asistentes | Félix Quesada   |
|            | Danny Sojo      |
| Cuarto     | Brayan Cruz     |

| VAR            | Jesús Montero |
| Asistentes VAR | Hugo Cruz     |

#### Final - Vuelta
| 21    | POR   | Danny Carvajal   |        |
| 16    | DEF   | Darryl Araya     |        |
| 99    | DEF   | Keyner Brown     | 90+10' |
| 24    | DEF   | Sergio Rodríguez |        |
| 22    | DEF   | Aarón Murillo    | 45'    |
| 10    | MED   | Elías Aguilar    | 88'    |
| 38    | MED   | Getsel Montes    |        |
| 8     | MED   | Allan Cruz       |        |
| 12    | DEL   | Shawn Johnson    |        |
| 9     | DEL   | Marcel Hernández |        |
| 11    | DEL   | Ronaldo Araya    | 65'    |
| D. T. | D. T. | Jafet Soto       |        |

| 23    | POR   | Washington Ortega       |     |
| 26    | DEF   | Fernando Piñar          |     |
| 4     | DEF   | Guillermo Villalobos    | 81' |
| 13    | DEF   | Alexis Gamboa           |     |
| 14    | DEF   | Alejandro Bran          |     |
| 34    | MED   | Creichel Pérez          | 68' |
| 24    | MED   | Aarón Salazar           |     |
| 5     | MED   | Celso Borges            | 14' |
| 25    | MED   | Santiago van der Putten |     |
| 33    | DEL   | Jeison Lucumí           | 81' |
| 28    | DEL   | Joshua Navarro          | 81' |
| D. T. | D. T. | Óscar Ramírez           |     |

| 27 | MED | Axel Amador    | 45'    |
| 25 | MED | Emerson Bravo  | 65'    |
| 26 | DEF | Eduardo Juárez | 82'    |
| 62 | DEL | Tepa González  | 88'    |
| 27 | DEF | Randy Vega     | 90+10' |

| 11 | DEL | Diego Campos     | 14' |
| 36 | DEL | Isaac Badilla    | 68' |
| 9  | DEL | Jonathan Moya    | 81' |
| 12 | DEL | Joel Campbell    | 81' |
| 22 | DEF | Ronald Matarrita | 81' |

| 77' · | Montes | 1:0 |

| 61' · 90+2' · | Getsel Montes Eduardo Juárez |

| 8' · 78' · 89' · 90+5' · | Guillermo Villalobos Alexis Gamboa Diego Campos Joel Campbell |

| Principal  | Juan Gabriel Calderón |
| Asistentes | Juan Mora             |
|            | Andrés Arrieta        |
| Cuarto     | Hugo Cruz             |

| VAR            | Brayan Cruz   |
| Asistentes VAR | Anthony Bravo |

| 21    | POR   | Danny Carvajal   |        |
| 16    | DEF   | Darryl Araya     |        |
| 99    | DEF   | Keyner Brown     | 90+10' |
| 24    | DEF   | Sergio Rodríguez |        |
| 22    | DEF   | Aarón Murillo    | 45'    |
| 10    | MED   | Elías Aguilar    | 88'    |
| 38    | MED   | Getsel Montes    |        |
| 8     | MED   | Allan Cruz       |        |
| 12    | DEL   | Shawn Johnson    |        |
| 9     | DEL   | Marcel Hernández |        |
| 11    | DEL   | Ronaldo Araya    | 65'    |
| D. T. | D. T. | Jafet Soto       |        |

| 23    | POR   | Washington Ortega       |     |
| 26    | DEF   | Fernando Piñar          |     |
| 4     | DEF   | Guillermo Villalobos    | 81' |
| 13    | DEF   | Alexis Gamboa           |     |
| 14    | DEF   | Alejandro Bran          |     |
| 34    | MED   | Creichel Pérez          | 68' |
| 24    | MED   | Aarón Salazar           |     |
| 5     | MED   | Celso Borges            | 14' |
| 25    | MED   | Santiago van der Putten |     |
| 33    | DEL   | Jeison Lucumí           | 81' |
| 28    | DEL   | Joshua Navarro          | 81' |
| D. T. | D. T. | Óscar Ramírez           |     |

| 27 | MED | Axel Amador    | 45'    |
| 25 | MED | Emerson Bravo  | 65'    |
| 26 | DEF | Eduardo Juárez | 82'    |
| 62 | DEL | Tepa González  | 88'    |
| 27 | DEF | Randy Vega     | 90+10' |

| 11 | DEL | Diego Campos     | 14' |
| 36 | DEL | Isaac Badilla    | 68' |
| 9  | DEL | Jonathan Moya    | 81' |
| 12 | DEL | Joel Campbell    | 81' |
| 22 | DEF | Ronald Matarrita | 81' |

| 77' · | Montes | 1:0 |

| 61' · 90+2' · | Getsel Montes Eduardo Juárez |

| 8' · 78' · 89' · 90+5' · | Guillermo Villalobos Alexis Gamboa Diego Campos Joel Campbell |

| Principal  | Juan Gabriel Calderón |
| Asistentes | Juan Mora             |
|            | Andrés Arrieta        |
| Cuarto     | Hugo Cruz             |

| VAR            | Brayan Cruz   |
| Asistentes VAR | Anthony Bravo |

| 21    | POR   | Danny Carvajal   |        |
| 16    | DEF   | Darryl Araya     |        |
| 99    | DEF   | Keyner Brown     | 90+10' |
| 24    | DEF   | Sergio Rodríguez |        |
| 22    | DEF   | Aarón Murillo    | 45'    |
| 10    | MED   | Elías Aguilar    | 88'    |
| 38    | MED   | Getsel Montes    |        |
| 8     | MED   | Allan Cruz       |        |
| 12    | DEL   | Shawn Johnson    |        |
| 9     | DEL   | Marcel Hernández |        |
| 11    | DEL   | Ronaldo Araya    | 65'    |
| D. T. | D. T. | Jafet Soto       |        |

| 23    | POR   | Washington Ortega       |     |
| 26    | DEF   | Fernando Piñar          |     |
| 4     | DEF   | Guillermo Villalobos    | 81' |
| 13    | DEF   | Alexis Gamboa           |     |
| 14    | DEF   | Alejandro Bran          |     |
| 34    | MED   | Creichel Pérez          | 68' |
| 24    | MED   | Aarón Salazar           |     |
| 5     | MED   | Celso Borges            | 14' |
| 25    | MED   | Santiago van der Putten |     |
| 33    | DEL   | Jeison Lucumí           | 81' |
| 28    | DEL   | Joshua Navarro          | 81' |
| D. T. | D. T. | Óscar Ramírez           |     |

| 27 | MED | Axel Amador    | 45'    |
| 25 | MED | Emerson Bravo  | 65'    |
| 26 | DEF | Eduardo Juárez | 82'    |
| 62 | DEL | Tepa González  | 88'    |
| 27 | DEF | Randy Vega     | 90+10' |

| 11 | DEL | Diego Campos     | 14' |
| 36 | DEL | Isaac Badilla    | 68' |
| 9  | DEL | Jonathan Moya    | 81' |
| 12 | DEL | Joel Campbell    | 81' |
| 22 | DEF | Ronald Matarrita | 81' |

| 77' · | Montes | 1:0 |

| 61' · 90+2' · | Getsel Montes Eduardo Juárez |

| 8' · 78' · 89' · 90+5' · | Guillermo Villalobos Alexis Gamboa Diego Campos Joel Campbell |

| Principal  | Juan Gabriel Calderón |
| Asistentes | Juan Mora             |
|            | Andrés Arrieta        |
| Cuarto     | Hugo Cruz             |

| VAR            | Brayan Cruz   |
| Asistentes VAR | Anthony Bravo |

| 21    | POR   | Danny Carvajal   |        |
| 16    | DEF   | Darryl Araya     |        |
| 99    | DEF   | Keyner Brown     | 90+10' |
| 24    | DEF   | Sergio Rodríguez |        |
| 22    | DEF   | Aarón Murillo    | 45'    |
| 10    | MED   | Elías Aguilar    | 88'    |
| 38    | MED   | Getsel Montes    |        |
| 8     | MED   | Allan Cruz       |        |
| 12    | DEL   | Shawn Johnson    |        |
| 9     | DEL   | Marcel Hernández |        |
| 11    | DEL   | Ronaldo Araya    | 65'    |
| D. T. | D. T. | Jafet Soto       |        |

| 23    | POR   | Washington Ortega       |     |
| 26    | DEF   | Fernando Piñar          |     |
| 4     | DEF   | Guillermo Villalobos    | 81' |
| 13    | DEF   | Alexis Gamboa           |     |
| 14    | DEF   | Alejandro Bran          |     |
| 34    | MED   | Creichel Pérez          | 68' |
| 24    | MED   | Aarón Salazar           |     |
| 5     | MED   | Celso Borges            | 14' |
| 25    | MED   | Santiago van der Putten |     |
| 33    | DEL   | Jeison Lucumí           | 81' |
| 28    | DEL   | Joshua Navarro          | 81' |
| D. T. | D. T. | Óscar Ramírez           |     |

| 27 | MED | Axel Amador    | 45'    |
| 25 | MED | Emerson Bravo  | 65'    |
| 26 | DEF | Eduardo Juárez | 82'    |
| 62 | DEL | Tepa González  | 88'    |
| 27 | DEF | Randy Vega     | 90+10' |

| 11 | DEL | Diego Campos     | 14' |
| 36 | DEL | Isaac Badilla    | 68' |
| 9  | DEL | Jonathan Moya    | 81' |
| 12 | DEL | Joel Campbell    | 81' |
| 22 | DEF | Ronald Matarrita | 81' |

| 77' · | Montes | 1:0 |

| 61' · 90+2' · | Getsel Montes Eduardo Juárez |

| 8' · 78' · 89' · 90+5' · | Guillermo Villalobos Alexis Gamboa Diego Campos Joel Campbell |

| Principal  | Juan Gabriel Calderón |
| Asistentes | Juan Mora             |
|            | Andrés Arrieta        |
| Cuarto     | Hugo Cruz             |

| VAR            | Brayan Cruz   |
| Asistentes VAR | Anthony Bravo |

|                                |
|                                |
| Campeón Herediano 31.er título |

## Estadísticas

### Máximos goleadores
Lista con los máximos goleadores de la competencia.
| Núm. | Pos.           | Jugador           | Equipo                  | Goles |
| ---- | -------------- | ----------------- | ----------------------- | ----- |
| 1.º  | Delantero      | Emanuel Casado    | Santa Ana F. C.         | 9     |
| 2.º  | Delantero      | Anthony Hernández | Puntarenas F. C.        | 7     |
| 2.º  | Centrocampista | Joaquín Aguirre   | Municipal Pérez Zeledón | 7     |
| 3.º  | Delantero      | Alberto Toril     | L. D. Alajuelense       | 6     |
| 3.º  | Delantero      | Ariel Rodríguez   | Deportivo Saprissa      | 6     |
| 3.º  | Delantero      | Daniel Colindres  | Municipal Liberia       | 6     |
| 3.º  | Delantero      | Marvin Loría      | Deportivo Saprissa      | 6     |
| 5.º  | Delantero      | Alexis Cundumí    | Puntarenas F. C.        | 5     |
| 5.º  | Delantero      | Alonso Hernández  | C. S. Herediano         | 5     |
| 5.º  | Delantero      | Brian Martínez    | A.D. San Carlos         | 5     |
| 5.º  | Delantero      | Dariel Castrillo  | Puntarenas F. C.        | 5     |
| 5.º  | Defensa        | Douglas López     | C. S. Cartaginés        | 5     |
| 5.º  | Delantero      | Jonathan Moya     | L. D. Alajuelense       | 5     |
| 5.º  | Delantero      | José González     | C. S. Herediano         | 5     |
| 5.º  | Delantero      | Mauro Quiroga     | C. S. Cartaginés        | 5     |
| 5.º  | Delantero      | Randy Vega        | C. S. Herediano         | 5     |
| 5.º  | Delantero      | Steven Cárdenas   | Sporting F. C.          | 5     |

### Tripletes o más
| Fecha       | Jugador       | Goles                       | Local             |        | Resultado |        | Visitante      | Jornada |
| ----------- | ------------- | --------------------------- | ----------------- | ------ | --------- | ------ | -------------- | ------- |
| 11 de enero | Alberto Toril | 35' 38' 46'                 | L. D. Alajuelense |        | 6 - 3     |        | Santa Ana F.C. | 1       |
| Fecha       | ? Jugador     | Anotado · Anotado · Anotado | Local             | Escudo |           | Escudo | Visita         | Jornada |
| Fecha       | ? Jugador     | Anotado · Anotado · Anotado | Local             | Escudo |           | Escudo | Visita         | Jornada |

### Autogoles
| Fecha | Jugador | Minuto            | Local |        | Resultado |        | Visitante | Jornada |
| ----- | ------- | ----------------- | ----- | ------ | --------- | ------ | --------- | ------- |
| Fecha | Defensa | Anotado · Autogol | Local | Escudo |           | Escudo | Visita    | Jornada |
| Fecha | Defensa | Anotado · Autogol | Local | Escudo |           | Escudo | Visita    | Jornada |